# La Chapelle-d'Aurec
La Chapelle-d'Aurec is een gemeente in het Franse departement Haute-Loire (regio Auvergne-Rhône-Alpes). De plaats maakt deel uit van het arrondissement Yssingeaux. La Chapelle-d'Aurec telde op 1 januari 2022 1.111 inwoners.

## Geografie
De oppervlakte van La Chapelle-d'Aurec bedroeg op 1 januari 2022 11,79 vierkante kilometer; de bevolkingsdichtheid was toen 94,2 inwoners per km².

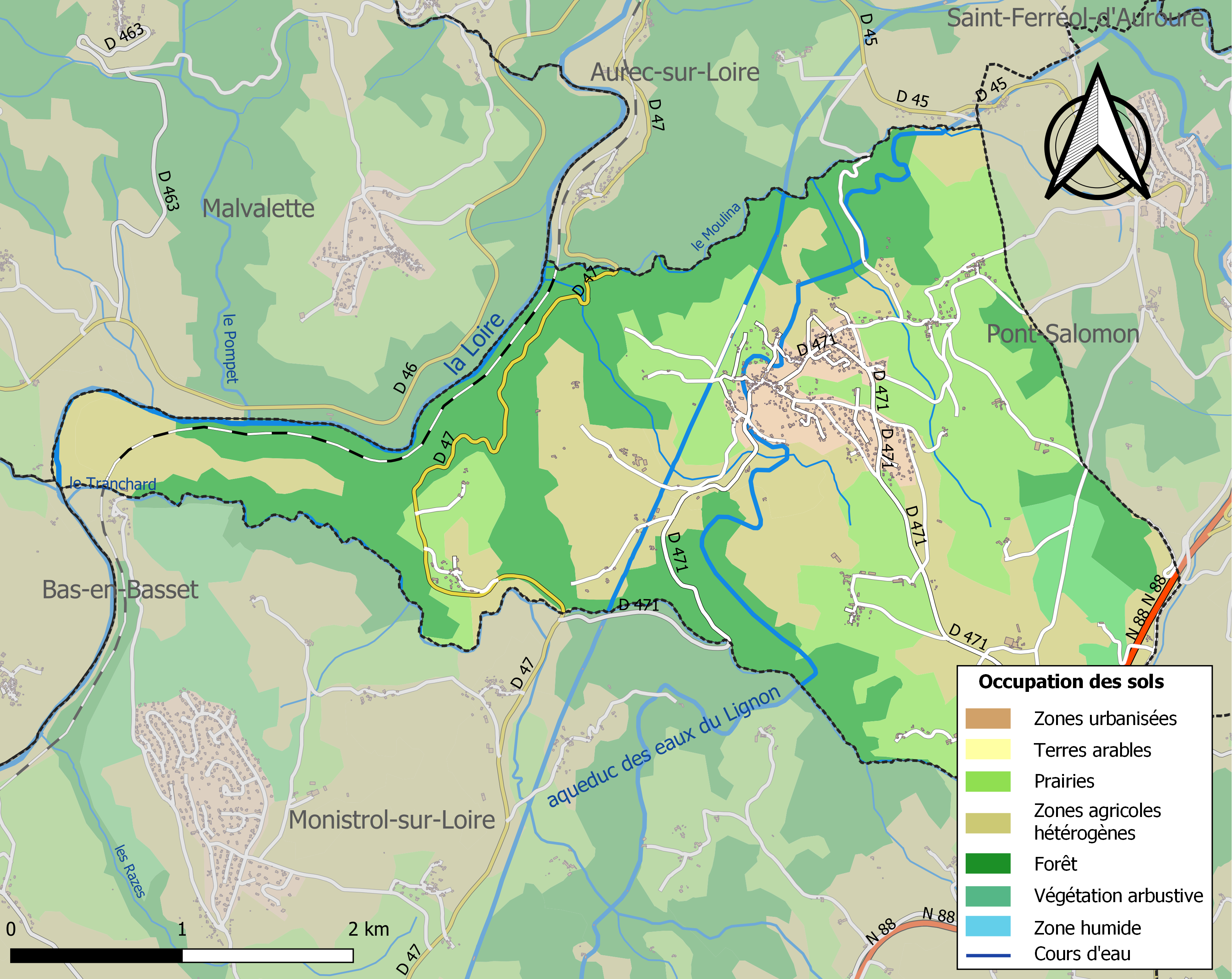
Kaart van de gemeente met de belangrijkste infrastructuur, bodemgebruik en omliggende gemeenten

## Demografie
Onderstaande figuur toont het verloop van het inwonertal (bron: INSEE-tellingen).